# الروغ الاسفل (شرس)

تعديل مصدري - تعديل

الروغ الاسفل هي إحدى قرى عزلة شرس الاعلى بمديرية شرس التابعة لمحافظة حجة، بلغ تعداد سكانها 109 نسمة حسب تعداد اليمن لعام 2004.